# Ateísmo en la Ilustración

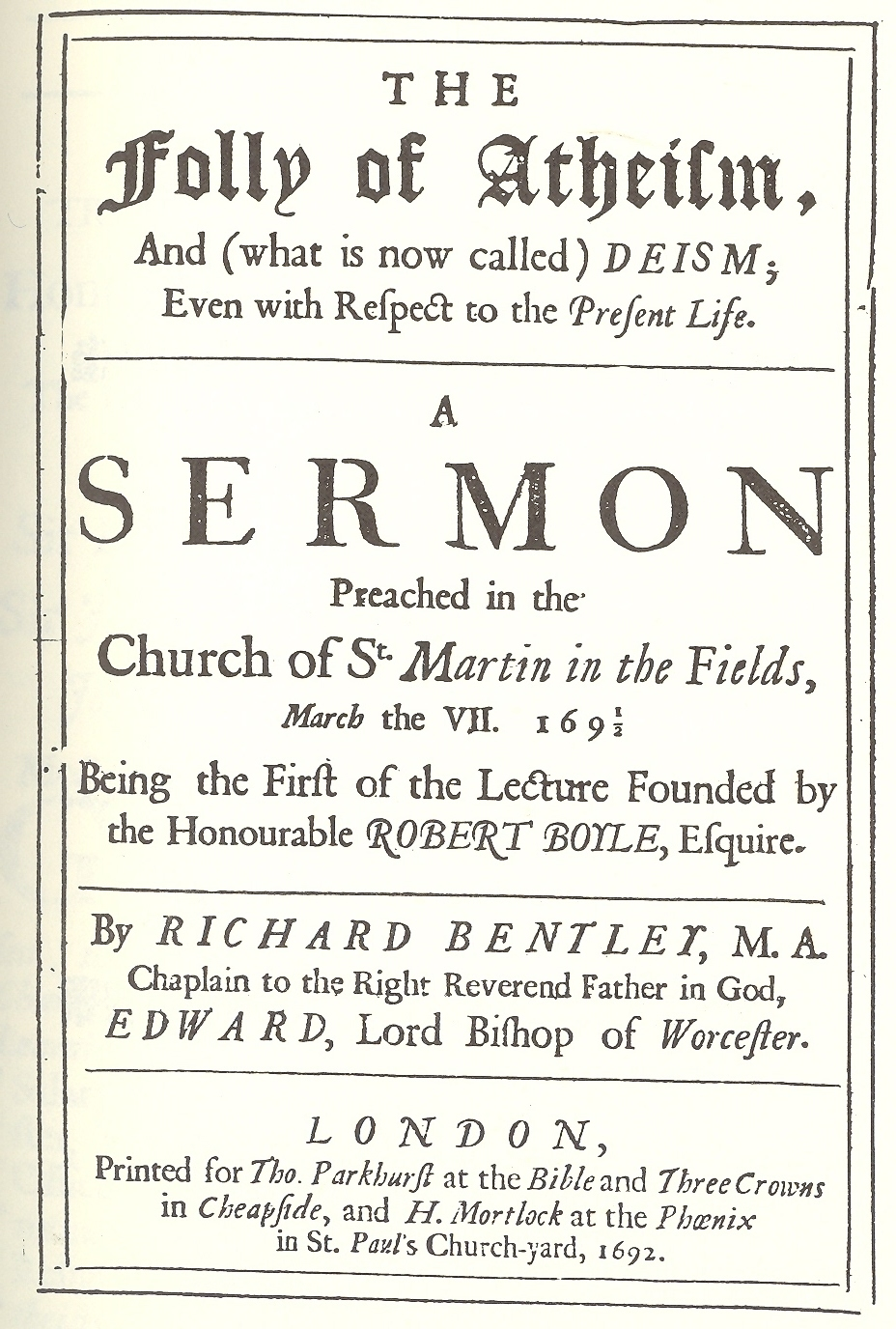
Portada del libro de Richard Bentley The Folly of Atheism (Boyle Lectures, 1692).

El ateísmo, tal y como lo definen Diderot y D'Alembert en su artículo de la Encyclopédie, es la «opinión de aquellas personas que niegan la existencia de un dios en el mundo». La simple ignorancia de dios no constituye ateísmo, así que la persona «para cargar con la horrible etiqueta de ateo, debe conocer la noción de dios y rechazarla». En el periodo de la Ilustración en Occidente la difusión del ateísmo fue posible, en parte, gracias a la publicación secreta (clandestina) de textos de carácter ateo y a la firma con seudónimos, como es el caso de D'Holbach con El cristianismo desenmascarado, firmado con el seudónimo par feu M. Boulanger. Además de pertenecer a una lista de «libros prohibidos» (como el Index librorum prohibitorum) en un tiempo donde la separación de la Iglesia y el Estado aún no se había consolidado. El emerger del ateísmo ilustrado, no sin dificultades o persecuciones,[cita requerida] tiene como antecedente una creciente tolerancia interreligiosa en el régimen absolutista luego de la época de las guerras de religión en Occidente.[cita requerida]

## Antecedentes: mayor tolerancia religiosa
Durante la reforma protestante, Europa era una sociedad persecutoria, que no toleraba minorías religiosas ni ateísmo. Incluso en Francia, donde se había establecido el Edicto de Nantes en 1598 y se revocó en 1685, había muy pocos apoyos para la tolerancia religiosa al comienzo del siglo XVIII.
Los estados mantenían una uniformidad religiosa por dos razones: primera porque la creencia elegida era el modo de llegar a Dios y las demás eran heréticas y segunda porque la religión era imprescindible para la estabilidad social y política.
El avance de la tolerancia fue resultado de movimientos políticos pragmáticos,[cita requerida] así como de la aplicación de los principios de la Ilustración. La religión era un tema central en las conversaciones del siglo XVIII, objeto de debate en los lugares de tertulia y de las sociedades de la Europa ilustrada y en el intercambio de posturas entre los diferentes filósofos de la época. Michael J. Buckley describe el aumento de la tolerancia y del ateísmo como una respuesta a la violencia religiosa en los años precedentes: la expulsión de los Hugonotes en Francia, la Inquisición en España, los juicios de brujería o las guerras civiles en Inglaterra, Escocia y Países Bajos.
Buckley argumenta que «las guerras religiosas habían desacreditado irrevocablemente la primacía confesional en la cada vez más secularizada sensibilidad de la mayor parte de la cultura europea». De este punto de vista se hace eco Ole Peter Brell y Ray Porter. Marisa Linton, apunta que era una concepción extendida que la diversidad religiosa llevaría a una hipotética guerra civil
De acuerdo con Justin Champion, la pregunta en Inglaterra no era determinar la verdad religiosa, si existía Dios o no, sino más bien comprender como el clero se había hecho con el poder hasta ser capaz de determinar lo que se aceptaba como verdad. Republicanos radicales como Henry Stubbe, Charles Blount y John Toland entendían la religión como una institución social y cultural, más que como una serie de principios transcendentales e investigaron el priestcraft o influencia del clero en la toma de decisiones de la sociedad civil.
La segunda mitad del Leviatán de Thomas Hobbes contiene un ejemplo de este tipo de pensamiento anticlerical. Hobbes, como Toland y otros escritores del periodo, entendían la religión en términos históricos, viendo la verdad religiosa separada de la Iglesia, lo que ayudó mucho a futuras disidencias en la religión.
Marisa Linton piensa que mientras los philosophes contribuían a extender la tolerancia en Francia, los hugonotes también tuvieron su papel en este sentido: comenzaron a hacer público su culto en las regiones más remotas del país mientras continuaban con su lealtad a la Corona francesa hasta y durante la guerra de los siete años, algo que pudo haber contribuido a aliviar las sospechas del monarca sobre su fe. En la mitad del siglo XVIII, los intelectuales jansenistas comienzan una campaña de tolerancia religiosa para los calvinistas. Linton argumenta que juntos, estas causas mejoraron la opinión pública hacia la tolerancia. La tolerancia religiosa no la aceptaba todo el mundo, por ejemplo Abbé Houtteville condenaba el aumento de la tolerancia en Francia porque hacía más débil la autoridad religiosa y enponderaba a la irreligión. Sin embargo, en 1787 Luis XVI, firmó un Edicto de Tolerancia dando derechos civiles al matrimonio y la propiedad privada, aunque aún estaba prohibido el derecho al culto de las minorías y no podían ser profesores ni trabajar en organismos públicos. La tolerancia completa para los protestantes no se garantizó hasta la Revolución Francesa.

## Represión del ateísmo en la Ilustración
Una mayor tolerancia religiosa no implicaba ni tolerancia ni respeto hacia las posturas ateas, que en ocasiones se persiguieron y castigaron. Prueba de ello es el tiempo que pasó Denis Diderot en prisión, la publicación de libros ateos mediante seudónimos y en clandestinidad, las detenciones. Y esto pasada la primera mitad del siglo XVIII. En 1768 Diderot le escribió a Sophie Volland en correspondencia sobre tres desafortunados: un joven aprendiz que había conseguido dos ejemplares del Cristianismo desenmascarado, un buhonero y su mujer. «Arrestaron a los tres. Se burlaron de ellos, los azotaron y los marcaron, y al aprendiz lo han condenado a nueve años en las galeras, al buhonero cinco años, y a la mujer la han enviado al hospital [manicomio] para el resto de su vida».
Las acusaciones de ateísmo eran comunes, pero la mayor parte de las personas sospechosas de serlo no lo eran. D'Holbach y Denis Diderot fueron dos de las escasísimas personas que se identificaron a sí mismas como ateas en Europa durante este periodo.[cita requerida] Thomas Hobbes fue visto como ateo por su interpretación materialista de la escrituras; Henry Hammond, un amigo suyo le describe en una carta como cristiano ateo. David Hume fue acusado de ateo por sus escritos en la Historia natural de la religión. Pierre Bayle fue también acusado de ateo por defender la posibilidad de una sociedad atea ética en su Diccionario crítico y Baruch Spinoza fue acusado por su panteísmo.

## Disputa atea
Durante 1798 en Alemania, Johann Gottlieb Fichte fue acusado de ateo tras publicar su ensayo  “Über den Grund unsers Glaubens an eine göttliche Weltregierung” (Sobre la base de nuestra creencia en un gobierno divino del mundo) que había escrito en respuesta al ensayo de Friedrich Karl Forberg “Desarrollo del concepto de religión” en su Philosophical Journal.
Forberg había afirmado que los no creyentes tenían moral si actuaban como si existiera omnisciente y omnipotente. En su ensayo, Fichte trataba de esbozar algunas de sus ideas preliminares sobre filosofía de la religión formuladas en su  “Wissenschaftslehre” (doctrina de la ciencia). Él caracterizaba a dios como el orden moral del mundo.
El libro escrito por Fichte fue el hito que desató esta famosa disputa atea (Atheismusstreit) que provocó la publicación de un ensayo anónimo que acusaba tanto a Fichte como a Forberg de ateos y les pedía la dimisión de su puesto en la Universidad de Jena. Tras la disputa se publicaron muchos ensayos tanto a favor como en contra de Fichte. Friedrich Heinrich Jacobi publicó su famosa "Carta abierta a Fichte", en la que igualaba la filosofía en general y la filosofía trascendental de Fichte al nihilismo.
Esta disputa provocó que las autoridades alemanas hicieran desaparecer el ensayo original además de amenazar a la Universidad de Jena. Fichte se vio obligado a renunciar a su cargo y huir a Berlín como resultado de sus declaraciones anteriores en las que amenazó con renunciar si fuera objeto de una reprimenda oficial del gobierno.

## Puntos de vista ateos en la Ilustración

### Spinoza
Baruch Spinoza (1632–1677), en su Tratado teológico-político de 1670, criticaba el judaísmo (su religión «de nacimiento») y las demás religiones organizadas. Su orientación filosófica suele llamarse panteísmo, término acuñado por John Toland tras la muerte de Spinoza.
A finales del siglo XVII y principios del XVIII, el nombre de Spinoza se asoció con ateísmo, librepensamiento, materialismo, deísmo y otras creencias religiosas heterodoxas. Si panteísmo constituye ateísmo o no, es un debate aún a día de hoy.

### Pierre Bayle
Pierre Bayle (1647–1706) fue ampliamente acusado por su adopción de la tolerancia religiosa aunque él se consideraba hugonote. En su Dictionnaire historique et critique establecía que mientras los ateos eran «excesivamente ciegos e ignorantes sobre la naturaleza de las cosas», existen muchos ateos «a los que no se puede distinguir por sus vicios» y «si los ateos existen y hablan con moralidad y son bien dispuestos, entonces la conclusión es que el ateísmo no es una causa necesaria de inmoralidad, sino simplemente un incidente a la vista de todas aquellas personas inmorales en disposición o temperamento, ateas o no»
En respuesta a las críticas sobre él, incluyó el ensayo Clarifications: On Atheists en la edición de 1702 del diccionario. En él, continuaba defendiendo su tesis: «Ha habido ateos y epicúreos cuyas propiedades morales han sobrepasado a las de la mayor parte de los idólatras», argumentando que la religión no solo es la base de la moralidad. Ahí escribió, «una gran probabilidad de que algunos hombres sin religión estén más motivados para llevar una vida decente y moral por su constitución, junto con el amor a la alabanza y el miedo a la deshonra, que constituyen algunos de los instintos de la conciencia».

### David Hume
David Hume (1711–1776) fue visto como ateo en sus días. Su actitud escéptica hacia la religión con palabras como De la superstición y la religión, Ensayos morales y políticos, De la inmoralidad del alma,  Diálogos sobre la religión natural, así como sus conversaciones en el lecho de muerte con Boswell (publicadas tras su muerte), dieron a Hume la reputación de ateísta practicante. Hume fue incluso reprendido por su posición como profesor de la Universidad de Edimburgo en 1740 por sus alegatos al ateísmo.

### Diderot
Denis Diderot (1713–1784) fue uno de los invitados especiales del Barón D'Holbach y primer editor de la Encyclopédie. Aunque Diderot escribió abundantemente sobre ateísmo, no fue tan polémico como D'Holbach o Naigeon. En lugar de publicar sus obras ateas, tendía a hacerlas circular entre sus amigos y se las dio a Naigeon para que las publicara tras su muerte Diderot se adhería a un punto de vista materialista. Disertaba sobre como solventar los problemas de como comenzó el cosmos y podía existir sin un creador y teorizaba sobre como la vida podía venir desde materia inorgánica. de acuerdo a Dupré, Diderot concluía que si uno abandona el principio no probado de que el cosmos debe tener un comienzo, entonces la necesidad de encontrar una «causa eficiente» deja de ser un problema y el origen de la vida puede ser un proceso natural en la evolución interna de la materia.

### D'Holbach
El barón D'Holbach (1723–1789) fue una figura central en la llamada camarilla de D'holbach y el salón literario que mantuvo en su casa de París. El salón se convirtió en un punto de encuentro para los ateos parisinos más prominentes. Es conocida una anécdota según la cual supuestamente D'Holbach le dijo a David Hume, que afirmaba no creer en nada, que de los dieciocho invitados en su salón, quince eran ateos y tres no se habían decidido todavía. Hay dudas acerca de la veracidad de dicha anécdota, pero en cualquier caso, el propio D'Holbach era un ateo confeso. El salón era un lugar donde se discutía con franqueza acerca del ateísmo, y tanto los invitados ateos o creyentes parecen haber pasado buena parte del tiempo discutiendo de forma cordial acerca de sus respectivas posiciones. A pesar de las afirmaciones de que el salón era un nido de ateísmo, sólo parece haber habido tres ateos convencidos que acudieran al salón de forma regular: D'Holbach, Denis Diderot y Jacques-André Naigeon. 
La obra escrita de D'Holbach's a menudo incluye menciones al ateísmo. El autor Alan Charles Kors cita tres obras en particular: "Sistema de la naturaleza", "El buen sentido" y "La moral universal", que tratan particularmente acerca de la causa del ateísmo. Kors resumió algunos de estos temas básicos de D'Holbach en estos tres libros como la idea de que el materialismo riguroso era el único punto de vista coherente, y que "la única moralidad humana y beneficiosa era aquella que se deducía de los imperativos de la felicidad y la supervivencia de la humanidad." Lo que era relativamente único acerca de D'Holbach era que, como escribe Kors, se trataba de "un ateo, y hacia proselitismo de su postura."

### LaEncyclopédie
A pesar de que la "Encyclopédie" (publicada entre 1751 y 1772) estaba dirigida y editada por un ateo, Denis Diderot, los artículos de la Enciclopedia acerca del ateísmo y los ateos albergan un tono increíblemente negativo, habiendo sido escritos por el pastor Jean-Henri-Samuel Formey y el abbé Claude Yvon. Se trataba probablemente de la concepción más común acerca del ateísmo entre el público y por alguno de los "philosophes". Yvon identifica las principales causas del ateísmo como la ignorancia y la estupidez, y el libertinaje y la corrupción de la moral. El artículo "Athées" (Ateos) se centra principalmente en refutar las aserciones de Bayle, insistiendo en que los ateos "no pueden tener un completo y exacto entendimiento de la moralidad de las acciones humanas."